# Albert Chubac
 (septembre 2012).
Albert Chubac, né le 29 décembre 1925 à Genève et mort le 5 mai 2008 à Tourrette-Levens, est un peintre et sculpteur suisse. Titulaire d'un diplôme d'art décoratif obtenu en 1945 à Genève, son œuvre débute par de la figuration, avant de s'orienter vers l'abstraction. Il a été l'une des figures de l'École de Nice.

## Biographie
Albert Chubac est né le 29 décembre 1925 à Genève de parents commerçants. Jusqu’en 1938, il voyage de la Suisse à Annecy en France où sa famille possède une maison. Il fait ses études primaires et secondaires à Genève.
Sa mère décède en 1938, suivie quelques mois plus tard par son père. Il est alors élevé par sa grand-mère maternelle et son parrain, aristocrate genevois, qui devient son tuteur.
En 1942, il suit des cours aux Arts Décoratifs de Genève. Il s'inscrit également dans une école d'art à Veyrier-du-Lac, près d’Annecy. Il obtient son diplôme des arts décoratifs en 1945 et entre à l'École des beaux-arts de Genève. Il reçoit une bourse pour poursuivre ses études.
Diplômé des Beaux-arts en 1947, Albert Chubac reçoit trois bourses d’études qui lui permettent de voyager. Il rejoint des amis d'enfance à Laghouat en Algérie. Il effectue de nombreux séjours à Ghardaia ainsi qu’à Ouargia. C’est à Alger qu’il termine son voyage et réalise ses peintures figuratives sur papier. 
En 1948, après un passage à Genève, puis à Paris, il voyage quelques mois en Espagne et rencontre à Barcelone le céramiste Josep Llorens i Artigas.

## Abstraction
De retour à Paris, il découvre, grâce notamment  à l’écrivain et critique d’art Pierre Courthion, l’art abstrait à travers les œuvres de Nicolas de Staël, qu'il rencontre  en 1949. Celui-ci aura une influence majeure sur son travail, jusqu’ici inspiré de Georges Braque, Joan Miró, Henri Matisse, Fernand Léger et surtout Pierre Bonnard.
Après l’Algérie et l'Espagne,d’autres périples autour de la Méditerranée déterminent chez Chubac toute son œuvre à venir (palette des couleurs, références picturales)
Il effectue un séjour en Italie, puis passe huit mois dans un atelier d'artiste en Grèce, à Mykonos. Il commence l’exécution de grands aplats sur papier épais de couleur gris-beige et de séries d’aquarelles à petites taches. En 1950, l'écrivain grec Spiteris, appréciant l’œuvre de Chubac qui dépeint la vie quotidienne du peuple grec, organise une exposition à Athènes, au musée Zappion. La même année, Chubac décide de quitter la Grèce et s’embarque pour le Caire. Il partage la vie quotidienne des Égyptiens en compagnie d'un père jésuite qui sillonne les villages, aux abords du Nil jusqu’en Haute-Égypte. Son travail sera dès lors fortement influencé par l’Antiquité égyptienne et ses grands aplats colorés.
1952 marque son retour en Suisse, à Genève et à Paris. Au cours d’une visite dans le sud de la France, il installe son atelier dans une petite maison près du village d’Aspremont à quelques kilomètres de Nice et décide d’y venir tous les étés. Durant cette période, sa peinture est abstraite, fortement influencée par les peintres Nicolas de Staël, Hans Hartung et Georges Mathieu. Il s’essaye alors à une peinture gestuelle avec des bombes à dispersion.
Il séjourne de 1954 à 1955 à Londres puis s’installe à Chelsea. Ses bonnes relations avec Sir Alexander Fleming, le biologiste, qu’il rencontre quelques mois avant la mort de ce dernier, lui permettent de vendre de petits collages « informels ». Au cours d’un séjour sur la Côte d’Azur, il rencontre les peintres Martial Raysse et Claude Gilli.

## Changement de style
Dès 1958, les œuvres de Chubac s’éloignent d’un certain néo-classicisme pour se rapprocher de l’esprit du Nouveau réalisme. Il réalise des sculptures en fil de fer et boîtes de conserve, ainsi qu'avec toutes sortes de matériaux de récupération.
Ben (Benjamin Vautier), qui vient d’ouvrir en octobre son premier magasin/galerie à Nice, le « Laboratoire 32 », l’invite à participer à son exposition "Scorbut" avec Claude Gilli et Martial Raysse. Sans jamais appartenir à un groupe particulier, Albert Chubac suit la mouvance de l’École de Nice et prend part à de nombreuses expositions.
En 1960, Chubac décide de s’installer définitivement à Aspremont. Cette même année, il rencontre un marchand américain, Hubert Meyer, qui aime son travail et décide de l’exposer à New York. Albert Chubac est alors le premier artiste de l’École de Nice à être exposé aux États-Unis. Il participe ensuite à l’exposition "Impact" à Céret ainsi qu'à des expositions à Nice, Lyon et Paris qui consacrent l’École de Nice.
En 1963, il réalise une série de tableaux intégrant des roues de bicyclette puis, abandonnant la toile, consacre son travail à la réalisation de structures modifiables, évoluant dans l’espace. Formes et couleurs prennent vie à travers des matériaux aussi différents que le bois, le carton, et un peu plus tard le plexiglas. Il utilisera de préférence le bois pour les "sculptures" et cartons et ficelles pour les nombreux "collages" en relief, en conservant toujours la prédominance de ses couleurs pures.
2008 :  Albert Chubac décède le 5 mai, à l’âge de 82 ans, dans la maison de retraite «Les Glycines » de Tourrette-Levens.

## Expositions notables
d’après le livre /catalogue réalisé par Marc Sanchez : Chubac 21 mai/26 juin 1983 édité par la Galerie d’Art Contemporain des Musées de Nice

### 1961 à 1969
- 1961 : Exposition personnelle à la World House Gallery, New York.
- 1962 : Exposition de Nouveaux Réalistes à la World House Gallery.
- 1966 :
  - Exposition « Impact I » au musée d’art moderne de Céret. Cette exposition, organisée par Claude Viallat et Jacques Lepage, réunit plus de 28 créateurs venus de Catalogne, du pays niçois et de Paris.
  - Exposition « Peintres Méditerranéens » à Nice.
  - Exposition « 10 superealisti » à la Galleria del Leone, pour la 33e Biennale de Venise.
  - Exposition à la Galerie A à Nice, « Le litre de Var rouge supérieur coûte 1,40 F ».
  - Exposition « École de Nice » à la Galerie L’Œil écoute, à Lyon.
- 1967 : Exposition « École de Nice ? », Galerie Alexandre de la Salle, à Saint-Paul-de-Vence.
- 1968 : Exposition à la Galerie Alexandre de la Salle, à Saint-Paul-de-Vence.

Du 5 octobre au 11 novembre, Nice est représentée au Salon d’Automne de Lyon, palais Bondy. Les textes du catalogue sont écrits par Marcel Alocco. Les artistes Chubac, Alocco, Dolla, Saytour, Venet et Viallat sont invités par André Mure sous l'intitulé "Jeunes de l'Ecole de Nice"
L'École de Nice est également représentée au "Salon de Mai" au Musée d'Art Moderne de la Ville de Paris 1969. Du 17 novembre au 7 décembre 1969, Albert Chubac participe à l’exposition « Sigma V : Recherche et Province » à la Galerie-Exposition des beaux-arts de Bordeaux, aux côtés d’autres artistes de l’École de Nice.

### 1970 à 1979
- 1970 : ]. Biennale de Menton et  exposition « 100 Artistes dans la ville », au palais de l’Europe, Montpellier.
- 1971 : Expositions personnelles, Galerie Germain de l'École Fernand Léger, à Paris. Expositions collectives à Paris, à la galerie des Quatre Mouvements, au musée Galliéra et à la galerie Denise-René.
- 1972 : Expositions collectives à la Galerie Lucien Durand à Paris et au Musée d’Art et d’Industrie de Saint-Étienne. Une exposition lui est consacrée à la nouvelle Galerie Royal Luxembourg à Nice.
- 1973 : Le Studio Ferrero organise une collective intitulée « École de Nice 1953-1973 ».
- 1974 : Exposition personnelle à la Galerie Art-Club à Antibes. Exposition « Dix artistes de l’École de Nice », Galerie Alexandre de la Salle Saint-Paul-de-Vence.
- 1975 : Inauguration de la Galerie Jacques Boudin, à Nice, avec une exposition d’Albert Chubac, suivie en avril d’expositions du Groupe 70.
- 1976 : Exposition « École de Nice » à Tokyo, Osaka et Kobe au Japon.
- 1977 : Exposition à la Galerie Anne Roger, à Nice.

À Paris, le Centre national d'art et de culture Georges-Pompidou, organise l'exposition « À propos de Nice », à l'initiative de BEN (Vautier) invité par Pontus Hulten, commissaires  Maurice Eschapasse et Nathalie Brunet, montrant l'influence des trois courants : le nouveau réalisme, supports-surfaces et Fluxus-Art Total.
- 1978 : Exposition collective à la Galerie Associative Gal/Athée, à Nice. Exposition personnelle à la Galerie Anne Roger. Chubac participe à une exposition collective à la Galerie de la Salle, ainsi qu’à Paris pour la FIAC, à la Galerie Anne Roger, à la Foire de New York, puis à l’exposition organisée à la Galerie d’Art Contemporain des musées de Nice.

### 1980 à 1989
1980 : Exposition « Nizza in Berlin » à la DAAD Galerie de Berlin sur une initiative de Claude Fournet, (directeur des Musées) Ben, Marc Sanchez, avec leurs homologues allemands. Deux expositions différentes, traduisant deux courants forts, sont organisées dans la foulée : l’une a pour nom « Idée, Concept et Objet », l’autre « Peinture-Abstraction et Couleur ».
[1981  Galerie Association LIEU 5, présente une exposition Albert Chubac avec des toiles des années '50 et 60.
1983 : Sur le Cours Saleya, à Nice, ont lieu les « Rencontres Saleya » entre le public et les artistes ; on y note la participation de Castellas, Chubac, Moya, Thupinier, Sosno et Raymond Hains. 
Exposition personnelle Albert Chubac à la Galerie d'Art Contemporain avec une série de pièces conçues pour un environnement ludique. (Textes du catalogue.  Claude Fournet, M:Alocco, R.Monticelli).
1984 : Chubac participe à plusieurs manifestations à Nice, pour la présentation du « FondS d’art contemporain des musées de Nice » puis à « l’Art contemporain au musée » (Galerie des Ponchettes et GAC). En octobre, huit films de plasticiens de l’École de Nice sont projetés dans la nouvelle cinémathèque du Palais Acropolis. Le public découvre le travail d’Arman, Raysse, Sosno, César, Dolla, Gilli, Ben, Chubac à travers des documentaires conçus par Jacques Lepage et réalisés par René Prédal. Exposition collective à Nice : « Sculpture à la villa Arson ».
En 1988, à Menton, au Palais de l’Europe, dans le cadre de la FRAC, Alexandre de la Salle présente « Abstraction Géométrique » avec Arden Qin, Belleudy, Caral, Chubac, Decq, Garcia-Rossi, Garibbo, Leppien, Presta. 
1989 :  l’École de Nice est présentée aux États-Unis en plusieurs expositions itinérantes.

### 1990 à 1999
En 1990, le Musée d’Art Moderne et d’Art Contemporain de Nice expose, sur ses tours, quatre gigantesques mobiles réalisés par Albert Chubac. Ses travaux sont exposés au Salon de la Découverte à Paris.
1992 : De la très grande amitié qui le lie avec le docteur Alain Frère, son médecin de famille, naît la création d’un « Espace Chubac » à Tourrette-Levens ; l’artiste y expose ses œuvres. Achat d’une grande sculpture par la ville de Cannes.
1993 :  Expositions collectives : « École de Nice », Salon Montrouge, Paris ; « Dix artistes de l’École de Nice », musée de Belfort.
1995 : Expositions collectives « École de Nice », Tokyo et Corée du Sud.
1996 : Exposition collective « Chimériques Polymères » au MAMAC de Nice. Un film réalisé par le conseil général des Alpes-Maritimes/ AFAA, sur quelques artistes de l’École de Nice « Des artistes, des mouvements » présente des œuvres de : Arman, Cane, César, Sosno, Chubac, Ben, Viallat, Dupuy.

### Après 2000
- 2001 : À partir de 2001, sur proposition de l'artiste qui désire évoquer son parcours sous forme de testament vidéo, le réalisateur Raoul Robecchi lui propose une série de documentaires. C'est le plasticien et ami Armand Scholtès qui lui donnera la réplique. S'ensuivront une série de confidences sur la vie et l'oeuvre de ses contemporains. Il évoquera Arman, Jacques Lepage, Viallat, Ben (Benjamin Vautier), Hildy et Ernst Beyeler, Max Charvolen, Martin Miguel, Marcel Alloco, Serge III, Robert Malaval, Jean-Claude Farhi, De la Salle, Francis Mérino (première exposition de lécole de Nice à Cannes) , François Pluchart (premier article sur lEcole de Nice), Pierre Restany, Bernard Pagès, Martial Raysse, Jean Roualdès, Nicolas de Staël, Denise René... une rétrospective de l'Ecole de Nice et du Nouveau Réalisme de 1950 à 2001.
- 2004 : Importante rétrospective de l’œuvre d’Albert Chubac au Mamac (Nice) ; l’artiste, à cette occasion, fait une importante donation au musée (une centaine d’œuvres).
- 2011 : Les Ateliers de Chubac font l’objet d’une importante vente aux enchères publique.
- 2012 : Exposition permanente à la Galerie Harter à Nice. Des travaux de Chubac sont exposés à la Galerie Serge Castella Interiors, à Bascara (Espagne), ainsi qu'à à l’Olympia Show de Londres, Galerie Christopher Jones/Garao, Zugasti.
- 2013 : Exposition "En marge de l'École de Nice" à la galerie "XXL Art On Waterloo 503". Exposition à la Galerie Ginac, Nîmes.

## Filmographie
- Albert Chubac : Grandeur et Décadence du Nouveau Réalisme français. Film de Raoul Robecchi (voir sur YouTube).
- Albert Chubac évoque l'Ecole de Nice. Film de Raoul Robecchi (voir sur YouTube).
- Albert Chubac ( 1925-2008 ) évoque l'Ecole de Nice (suite et fin). Film de Raoul Robecchi (voir sur YouTube).
- Benjamin Vautier ( Ben ) vu par Albert Chubac. Film Raoul Robecchi, 2001 (voir sur YouTube).
- Albert Chubac au Musée d"Art moderne et d'Art contemporain de Nice (1925-2008). Film de Raoul Robecchi, 2004 (voir sur YouTube).